# (35055) 1984 RB
1984 أر بي (ويعرف أيضًا باسم (35055) 1984 أر بي وفق تسمية الكوكب الصغير) (بالإنجليزية: 1984 RB)‏ هو كويكب ضمن حزام الكويكبات؛ وترتيبه 35055 من حيث الاكتشاف.
اكتُشف هذا الجُرم الفلكي بواسطة اليانور إف. هيلين في 2 سبتمبر 1984.

## وصلات خارجية
- (35055) 1984 RB في قاعدة بيانات مختبر الدفع النفاث لأجرام النظام الشمسي الصغيرة

- الاكتشاف · مخطط المدار ·  العناصر المدارية · المعلمات المادية

- (35055) 1984 RB على موقع ويكي سكاي: DSS2, SDSS, GALEX, IRAS, Hydrogen α, X-Ray, Astrophoto, Sky Map, Articles and images